# Československá hokejová liga 1971/1972
29. ročník československé hokejové ligy 1971/72 se hrál pod názvem I. liga.

## Herní systém
10 účastníků hrálo v jedné skupině čtyřkolově systémem každý s každým. Poslední mužstvo sestoupilo.

## Pořadí
| Poř. | Tým                     | Zápasů | Výhry | Remízy | Porážky | Skóre   | Body |
| ---- | ----------------------- | ------ | ----- | ------ | ------- | ------- | ---- |
| 1.   | Dukla Jihlava           | 36     | 22    | 4      | 10      | 148:86  | 48   |
| 2.   | Slovan CHZJD Bratislava | 36     | 19    | 8      | 9       | 135:88  | 46   |
| 3.   | SONP Kladno             | 36     | 21    | 4      | 11      | 125:94  | 46   |
| 4.   | Tesla Pardubice         | 36     | 17    | 6      | 13      | 124:112 | 40   |
| 5.   | ZKL Brno                | 36     | 18    | 4      | 14      | 106:100 | 40   |
| 6.   | Motor České Budějovice  | 36     | 13    | 4      | 19      | 105:138 | 30   |
| 7.   | Sparta ČKD Praha        | 36     | 12    | 6      | 18      | 89:128  | 30   |
| 8.   | VSŽ Košice              | 36     | 12    | 5      | 19      | 81:113  | 29   |
| 9.   | CHZ Litvínov            | 36     | 12    | 3      | 21      | 121:142 | 27   |
| 10.  | TJ Gottwaldov           | 36     | 8     | 8      | 20      | 91:124  | 24   |

## Nejlepší střelec
Václav Nedomanský (Slovan Bratislava) – 35 gólů

## Nejproduktivnější hráči
| Poř. | Hráč               | Mužstvo                 | Zápasy | Góly | Asistence | Body |
| ---- | ------------------ | ----------------------- | ------ | ---- | --------- | ---- |
| 1.   | Václav Nedomanský  | Slovan CHZJD Bratislava | 35     | 35   | 21        | 56   |
| 2.   | Ivan Hlinka        | CHZ Litvínov            | 35     | 31   | 23        | 54   |
| 3.   | Vladimír Martinec  | Tesla Pardubice         | 36     | 23   | 19        | 42   |
| 4.   | Jaroslav Holík     | Dukla Jihlava           | 33     | 17   | 25        | 42   |
| 5.   | František Pospíšil | SONP Kladno             | 36     | 14   | 26        | 40   |
| 6.   | Jan Klapáč         | Dukla Jihlava           | 34     | 29   | 10        | 39   |
| 7.   | Josef Černý        | ZKL Brno                | 34     | 20   | 15        | 35   |
| 8.   | Jaroslav Nedvěd    | CHZ Litvínov            | 36     | 22   | 12        | 34   |
| 9.   | Bohuslav Šťastný   | Tesla Pardubice         | 34     | 22   | 11        | 33   |
| 10.  | Jiří Holík         | Dukla Jihlava           | 34     | 15   | 17        | 32   |

## Soupisky mužstev

### ZKL Brno
Jan Jurka (6/10,59/-),
Vladimír Nadrchal (36/2,53/-) –
Ctirad Fiala (31/1/1/40),
Lubomír Hrstka (36/2/2/26),
Břetislav Kocourek (24/1/2/6),
Oldřich Machač (35/5/12/58),
Jaromír Meixner (35/5/12/20) –
Josef Černý (34/20/15/14),
Svatopluk Číhal (23/2/5/2),
Richard Farda (34/13/18/2),
Jaroslav Jiřík (22/12/6/34),
Milan Kokš (36/5/4/20),
Jaroslav Medlík (11/0/2/2),
Zdeněk Mráz (35/7/2/6),
Karel Nekola (25/8/0/2),
Josef Sršeň (36/11/14/14),
Ivan Stehlík (34/8/4/16),
František Ševčík (35/10/3/0) –
trenéři Vlastimil Bubník (do listopadu 1971) a Vladimír Bouzek (od listopadu 1971), asistenti Bronislav Danda a Vlastimil Bubník

### Sparta ČKD Praha
Jaroslav Jágr (14/3,13/-/-),
Jaroslav Radvanovský (3/4,89/-/-),
Pavel Wohl (22/3,64/-/-) -
Jaroslav Beránek (34/0/2/6),
Miroslav Beránek (27/0/1/16),
Josef Horešovský (36/3/4/20),
Miroslav Kuneš (15/1/3/22),
Karel Pavlík (36/2/1/18),
Jaroslav Šíma (36/7/1/55) -
Jiří Adamec (33/5/4/6),
Petr Brdička (23/7/0/6),
Václav Černý (33/2/5/8),
Petr Dohnal (36/2/7/40),
Jan Havel (28/12/11/23),
Petr Kašťák (34/11/5/22),
Jiří Kochta (36/14/11/6),
Vladimír Müller (20/0/0/0),
Jiří Najman (1/0/0/0),
Jiří Nikl (36/11/2/26),
Pavel Svoboda (34/2/0/6),
Rudolf Šindelář (36/6/7/36),
Pavel Volek (35/4/5/19)

### CHZ Litvínov
Miroslav Kapoun (21/3,54/-/-),
Antonín Kočí (19/3,68/-/-) -
Jiří Bubla (36/5/9/40),
Miroslav Daněk (35/4/3/-),
Jaroslav Egermajer (33/1/0/-),
Oldřich Obrtlík (35/0/6/-),
Jaroslav Piskač (31/1/2/-),
Zdeněk Rippel (29/0/3/-) -
Josef Beránek (36/12/7/-),
Ivan Hlinka (35/31/23/20),
Zdeněk Kapoun (12/0/1/-),
Oldřich Kašťák (27/4/7/-),
Petr Leška (5/2/1/0),
Vladimír Machulda (34/4/7/-),
Karel Marx (33/5/4/-),
Jaroslav Nedvěd (36/22/12/-),
Karel Ruml (36/8/15/-),
Miloš Tarant (12/0/0/2),
Josef Ulrych (36/14/11/14),
Petr Zelenka (36/8/2/-)

### TJ Gottwaldov
Jiří Králík (36/3,25/91,9/-),
Horst Valášek (4/6,51/83,5/-) -
Jaromír Hanačík (35/2/1/-),
Josef Herčko (33/6/3/-),
Jozef Panák (29/1/2/-),
Peter Pokorný (24/1/2/-),
Eduard Svoboda (33/3/4/-),
Antonín Tomaník (19/0/0/-),
Jaroslav Vašíčko (1/0/0/-),
František Zelenický (35/2/1/-) -
Tomáš Dolák (32/8/2/-),
Pavel Foret (12/2/1/-),
Karel Heim (28/3/4/-),
Zdeněk Kepák (34/11/7/-),
Josef Kožela (32/8/8/-),
Václav Králík (36/9/6/-),
Ladislav Maršík (36/7/5/-),
Ladislav Pavličík (3/1/0/-),
Antonín Plíhal (23/3/2/-),
Stanislav Přikryl (22/6/5/-),
Zdeněk Svoboda (2/0/0/-),
Petr Vašek (35/5/7/-)
Jiří Vodák (34/11/4/-)

## Kvalifikace o 1. ligu
| Poř. | Tým                  | Zápasů | Výhry | Remízy | Porážky | Skóre | Body |
| ---- | -------------------- | ------ | ----- | ------ | ------- | ----- | ---- |
| 1.   | TJ Škoda Plzeň       | 6      | 4     | 0      | 2       | 41:15 | 8    |
| 2.   | SK Slavia Praha      | 6      | 3     | 1      | 2       | 27:22 | 7    |
| 3.   | TJ VŽKG Ostrava      | 6      | 3     | 1      | 2       | 28:28 | 7    |
| 4.   | ŠK Liptovský Mikuláš | 6      | 1     | 0      | 5       | 10:41 | 2    |

## Zajímavosti
- Vzhledem k nedostatku termínů bylo pro tento rok upuštěno od play-off, neboť se v této sezoně poprvé v historii hrálo vedle olympijského turnaje také samostatné mistrovství světa.
- Až zápasy posledního kola rozhodly o titulu i sestupujícím: Dukla Jihlava – TJ Gottwaldov 8:0, Slovan Bratislava – SONP Kladno 3:1.
- Dukla Jihlava nedokázala ani jednou porazit Slovan Bratislava (doma 0:3 a 2:2, venku 2:2 a 3:4).

## Rozhodčí
- Jiří Adam
- Milan Barnet
- Oldřich Bartík
- Štefan Baštuga
- Rudolf Baťa
- Michal Bucala
- Jan Budinský
- Ivo Filip
- Froněk
- Frühlich
- Richard Hajný
- Libor Jursa
- Ján Liška
- Ján Macho
- Ivan Marko
- Josef Novotný
- Juraj Okoličány
- Miloš Pláteník
- Miloslav Pešek
- František Planka
- Vojtěch Pochop
- Aleš Pražák
- Rudolf Prejza
- František Sirotek
- Karel Sládeček
- Vilém Turek
- Milan Vidlák